# HM-7
El HM-7 y su mejora el HM7-B son motores cohete criogénicos de la Agencia Europea del Espacio instalados actualmente en la etapa superior del Ariane 5 ECA, ESC-A.

## Historia
El HM-7 motor, construido sobre el trabajo de desarrollo de HM-4, voló por primera vez en 1979. El modelo original generaba un impulso de 60 kN y durante 780 segundos. Es el primer motor cohete que utiliza oxígeno e hidrógeno líquidos producido en serie en Europa. Impulsa la tercera etapa del Ariane 1. Una versión mejorada, denominada HM-7B, con un mayor impulso específico,  ofrece 64,8 kN fue utilizada por primera vez en un Ariane 3 el 4 de agosto de 1982. 
El HM7B evolucionado potencia la tercera etapa del Ariane 2, 3 y 4. Fue utilizado por primera vez en el Ariane 5 en 2002, cuando voló la primera versión del lanzador ECA, aunque el lanzamiento falló antes de la separación primera etapa, por lo que la primera vez que un HM7B realmente impulsó la etapa superior de un Ariane 5 fue en 2005. El cambio a un motor criogénico es responsable de más de la mitad del aumento de carga general del Ariane 5 ECA en comparación con su versión anterior, el Ariane 5G. El HM 7, de la familia HM7B motor tuvo 5 fallos durante su uso en los cohetes Ariane 1 al 4. El vuelo V70 fue el último fallo de un HM7B.
El cohete Ariane 5 ECA utiliza una versión más potente ofrece 70 kN durante 970 segundos (el nombre del motor no ha cambiado). Se espera que el motor HM-7B fue reemplazado en una fecha no definida (en 2009) por el motor Vinci debe ser montado en el Ariane 5 el tipo del BCE.

## Información general
El HM7B es un motor cohete con ciclo de generador de gas alimentado con oxígeno e hidrógeno líquidos. No tiene  capacidad de volverse a encender: el motor de forma continua despedido por 950 segundos en su versión de Ariane 5 (780 s en el Ariane 4). Ofrece 62,7 kN de empuje con un impulso específico de 444,2 s. La presión den la cámara del motor es de 3,5 MPa.